# 北上郵便局
北上郵便局（きたかみゆうびんきょく）は、岩手県北上市にある郵便局。民営化前の分類では集配普通郵便局であった。局番号は83009。

## 概要
住所：〒024-8799 岩手県北上市大通り3-6-1

### 出張所（局外ATM）
民営化後はゆうちょ銀行仙台支店の所属となった。
- 北上江釣子ショッピングセンター・パル内出張所
- さくら野北上店内出張所

## 沿革
- 1873年（明治6年） - 黒沢尻（くろさわじり）郵便取扱所として開設[1]。
- 1875年（明治8年）1月1日 - 黒沢尻郵便局（五等）となる。
- 1882年（明治15年） - 為替・貯金取扱を開始。
- 1891年（明治24年）11月1日 - 黒沢尻郵便電信局となる。
- 1903年（明治36年）4月1日 - 通信官署官制の施行に伴い黒沢尻郵便局となる。
- 1949年（昭和24年）4月1日 - 特定郵便局から普通郵便局に局種別改定[2]。
- 1953年（昭和28年）3月 - 局舎新築落成。
- 1954年（昭和29年）5月16日 - 北上郵便局に改称[3]。
- 1956年（昭和31年）9月1日 - 電話通話および和文電報受付事務の取扱を開始。
- 1982年（昭和57年）11月15日 - 北上市大通り一丁目から、同市大通り三丁目に局舎を新築して移転。
- 1991年（平成3年）10月28日 - 藤根郵便局から集配業務の一部を移管[4]。
- 1996年（平成8年）7月1日 - 外国通貨の両替および旅行小切手の売買に関する業務取扱を開始。
- 2007年（平成19年）3月5日 - 二子郵便局から「024-01xx」区域の集配業務を移管[5]。
- 2007年（平成19年）10月1日 - 民営化に伴い、併設された郵便事業北上支店に一部業務を移管。
- 2012年（平成24年）10月1日 - 日本郵便株式会社発足に伴い、郵便事業北上支店を北上郵便局に統合。
- 2015年（平成27年）3月23日 - 口内郵便局から「024-02xx」区域の集配業務を移管。
- 2018年（平成30年）3月5日 - 金ヶ崎郵便局から「029-45xx」区域の集配業務を移管。

## 取扱内容
- 郵便、印紙、ゆうパック、内容証明
- 貯金、為替、振替、振込、国際送金、外貨両替、国債、投資信託
- 生命保険、バイク自賠責保険、自動車保険、変額年金保険
- ゆうちょ銀行ATM
- 北上市内の一部地域（〒024-00xx、024-01xx、024-02xx）、胆沢郡金ケ崎町内（〒029-45xx）の集配業務
- ゆうゆう窓口

## 周辺
- 北上市役所
- 北上警察署
- 岩手県立北上病院
- 国道4号
- 国道107号
- 北上川
- 和賀川

## アクセス
- JR北上駅（西口）より徒歩約10分
- 岩手県交通　北上郵便局前停留所下車
- おに丸号　北上郵便局前停留所下車
- 東北自動車道 北上江釣子ICから南東へ約2.5km
- 駐車場あり：51台